# Гоёвчик, Петер
Петер Гоёвчик (нем. Peter Gojowczyk; род. 15 июля 1989 года в Дахау, ФРГ) — немецкий теннисист; победитель одного турнира ATP в одиночном разряде.

## Общая информация
Петер — один из двух детей Райнхарда и Марии Гоёвчиков; его сестру зовут Александра.
Немец в теннисе с четырёх лет; любимое покрытие — хард; любимые удары — бэкхенд по линии и форхенд через весь корт.

## Спортивная карьера

### 2007—2014
Первые взрослые титулы на турнирах серии «фьючерс» Гоёвчик завоевал осенью 2007 года в Мексике. В 2008 году он прибавил к списку выигранных «фьючерсов» победы ещё на пяти турнирах в одиночном разряде и одном в парном. В 2010 году Петер выиграл только один «фьючерс». В мае 2010 года он дебютирует в основных соревнованиях Мирового тура АТП, пройдя через три раунда квалификации на турнир в Мюнхене. В первом своём матче на столь высоком уровне Гоёвчик уступил киприоту Маркосу Багдатису.
В январе 2012 года, также пройдя квалификационный отбор на Открытый чемпионат Австралии, Гоёвчик впервые сыграл турнирах серии Большого шлема, где проиграл в первом раунде Дональду Янгу. В сентябре того же года немецкий теннисист завоевал первый в карьере титул на турнире серии «челленджер», победив в Нинбо. На Открытый чемпионат США 2013 года Гоёвчик пробился, преодолев квалификационный отбор и сумел выиграть один матч, обыграв в первом раунде Игоря Сейслинга.
2014 год Гоёвчик начал год, пробившись через квалификацию в свой первый полуфинал в Мировом туре на турнире в Дохе. По ходу турнира он победил № 6 посева Филиппа Кольшрайбера, а в полуфинале сыграл лидер мирового рейтинга Рафаэлем Надалем и проиграл в трёх сетах, сумев взять у испанца первый сет. После победы в квалификации на Открытый чемпионат Австралии он впервые в карьере пробился в топ-100 одиночного рейтинга. Проиграв в первом раунде в Австралии Гоёвчик отправился на «челленджер» в Хайльбронне и сумел его выиграть. В апреле он сыграл первые матчи за национальную сборную Германии в Кубке Дэвиса. В четвертьфинале против французской команды Петер в напряженном пятисетовом матче обыграл № 12 в мире на тот момент Жо-Вильфрида Тсонга. Однако во втором для себя матче, который был решающим за выход в полуфинал, проиграл Гаэлю Монфису в трёх сетах и немцы уступили с общим счётом 2-3.
В июне 2014 года Петер вышел в четвертьфинал в Халле, победив 9 номера мирового рейтинга Милоша Раонича (6-4, 6-4) во втором раунде. На Открытом чемпионате США он, пройдя квалификацию, победил Беньямину Беккеру в первом раунде, а во втором проиграл Раоничу. В ноябре Гоёвчик выиграл «челленджер» в Братиславе и по итогам сезона занят 79-е место в рейтинге АТП.

### 2015—2023

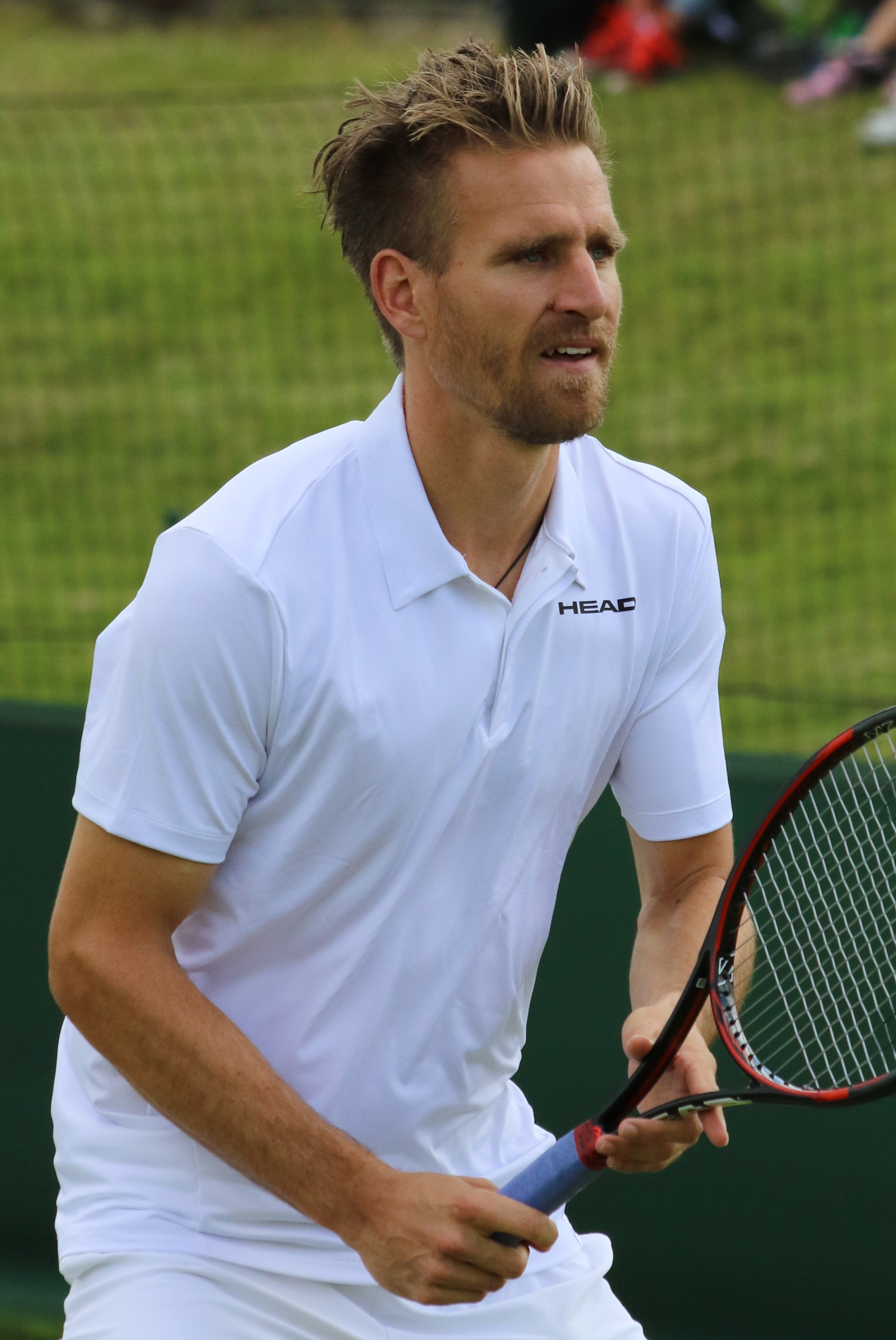
2016 год

Начало сезона 2015 года для Гоёвчика не заладилось, он был вынужден пропустить целый отрезок сезона между Открытыми чемпионатами Австралии и Открытым чемпионатом Франции. Первого успеха после возвращения на корт он добился в сентябре, выиграв «челленджер» в Наньчане.
В январе 2017 года немецкий теннисист победил на «челленджере» в Хэппи Валлей. В том сезоне он с шестой попытки смог преодолеть квалификационный отбор на Уимблдонский турнир и прошёл по сетке во второй раунд. В июле на турнире в Ньюпорте он вышел в полуфинал. Осенью Гоёвчик возвращает себе место в первой сотне рейтинга и неожиданно выигрывает дебютный для себя титул в туре. В сентябре, начав с квалификации, он победил всех своих соперников на зальном турнире в Меце. В решающем матче он переиграл француза Бенуа Пера со счётом 7-5, 6-2. Этот успех позволил подняться в рейтинге уже на 66-е место.
В начале сезона 2018 года Гоёвчик стал участником двух четвертьфиналов на турнирах в Дохе и в Окленде. На втором турнире он к тому же смог обыграть № 8 в мире на тот момент Джека Сока (6-3, 6-3), а в 1/4 он уступил Робину Хасе. На Открытом чемпионате Австралии он во втором раунде проиграл № 4 в мире Александру Звереву. В феврале на турнире в Делрей-Бич, Петер сумел дойти до финального матча, в котором проиграл американскому теннисисту Фрэнсису Тиафо (1-6, 4-6). По ходу турнира немец выбил из борьбы Лукаша Лацко, Джона Изнера, Райли Опелку и Стива Джонсона.
В мае 2018 года Гоёвчик вышел ещё в один финал. Это произошло на грунте в Женеве, где в борьбе за титул он проиграл Мартону Фучовичу (2-6, 2-6). Эти достижения позволили немецкому теннисисту в июне достичь 39-го место рейтинга.
В июле 2019 года Гоёвчик, который покинул первую сотню рейтинга из-за низких результатов, смог пройти в полуфинал на турнире в Вашингтоне, начав свой путь с квалификации. Это позволило ему вернуть место в первой сотне рейтинга, но к концу года он вновь опускается во вторую сотню.
На Открытом чемпионате Австралии 2020 года Гоёвчик прошёл квалификацию и вышел во второй раунд основных соревнований. В феврале 2021 года, начав с квалификацию, смог дойти до полуфинала зального турнира в Монпелье. На Открытом чемпионате США 2021 года 32-летний Гоёвчик преодолел квалификацию и впервые в карьере дошёл до четвёртого круга Большого шлема, выиграв два пятисетовых матча. Гоёвчик победил 23-го сеянного Юго Эмбера (1-6, 6-1, 6-2, 5-7, 6-4), Душана Лайовича (2-6, 6-4, 2-6, 7-5, 6-4) и Хенри Лааксонена (3-6, 6-3, 6-1, 6-4). В 4-м круге Гоёвчик уступил 18-летнему Карлосу Алькарасу — 7-5, 1-6, 7-5, 2-6, 0-6. После этого он отправился на турнир в Меце, где, пройдя очередную квалификацию, доиграл до полуфинала. В конце сезона впервые с 2014 года сыграл за сборную в Кубке Дэвиса, но ограничился одним проигранным матчем Дэниелю Эвансу.
Между 2021 и 2022 годом Гоёвчик выдал серию поражений из 11 матчей подряд. Прервалась она в феврале 2022 года на турнире в Акапулько, где он вышел в четвертьфинал. Гоёвчик отыграл ещё сезон и в конце 2023 года объявил о завершении спортивной карьеры.

## Рейтинг на конец года
| Год  | Одиночный рейтинг | Парный рейтинг |
| ---- | ----------------- | -------------- |
| 2023 | 377               |                |
| 2022 | 235               | 828            |
| 2021 | 86                | 526            |
| 2020 | 145               |                |
| 2019 | 117               | 713            |
| 2018 | 59                | 357            |
| 2017 | 60                |                |
| 2016 | 189               | 829            |
| 2015 | 194               | 548            |
| 2014 | 79                | 578            |
| 2013 | 162               | 599            |
| 2012 | 181               | 1166           |
| 2011 | 250               | 1312           |
| 2010 | 494               | 992            |
| 2009 | 386               | 1115           |
| 2008 | 346               | 666            |
| 2007 | 436               | 619            |
| 2006 | 765               | 981            |
| 2005 | 1345              |                |

## Выступления на турнирах

### Финалы турнировATPв одиночном разряде (3)

#### Победы (1)
| Легенда                     |
| --------------------------- |
| Турниры Большого шлема (0)* |
| Итоговый турнир ATP (0)     |
| Мастерс (0)                 |
| АТР 500 (0)                 |
| АТР 250 (1)                 |

| Титулы по покрытиям | Титулы по месту проведения матчей турнира |
| ------------------- | ----------------------------------------- |
| Хард (1)*           | Зал (1)                                   |
| Грунт (0)           | Зал (1)                                   |
| Трава (0)           | Открытый воздух (0)                       |
| Ковёр (0)           | Открытый воздух (0)                       |

* количество побед в одиночном разряде.
| №  | Дата             | Турнир       | Покрытие   | Соперник в финале | Счёт в финале |
| 1. | 24 сентября 2017 | Мец, Франция | Хард (зал) | Бенуа Пер         | 7-5 6-2       |

#### Поражения (2)
| №  | Дата            | Турнир            | Покрытие | Соперник в финале | Счёт в финале |
| 1. | 25 февраля 2018 | Делрей-Бич, США   | Хард     | Фрэнсис Тиафо     | 1-6 4-6       |
| 2. | 26 мая 2018     | Женева, Швейцария | Грунт    | Мартон Фучович    | 2-6 2-6       |

### Финалы челленджеров и фьючерсов в одиночном разряде (21)

#### Победы (13)
| Условные обозначения |
| Челленджеры (5)*     |
| Фьючерсы (8+1)       |

| Титулы по покрытиям | Титулы по месту проведения матчей турнира |
| ------------------- | ----------------------------------------- |
| Хард (8+1)*         | Зал (5)                                   |
| Грунт (2)           | Зал (5)                                   |
| Трава (0)           | Открытый воздух (8+1)                     |
| Ковёр (3)           | Открытый воздух (8+1)                     |

* количество побед в одиночном разряде + количество побед в парном разряде.
| №   | Дата             | Турнир                  | Покрытие    | Соперник в финале   | Счёт           |
| 1.  | 30 сентября 2007 | Монтеррей, Мексика      | Грунт       | Луис Мануэль Флорес | 6-3 6-4        |
| 2.  | 14 октября 2007  | Лос-Кабос, Мексика      | Хард        | Марцин Гаврон       | 6-4 7-6(3)     |
| 3.  | 27 января 2008   | Бергхайм, Австрия       | Ковёр (зал) | Людовик Вальтер     | 4-6 7-6(4) 6-0 |
| 4.  | 3 февраля 2008   | Бергхайм, Австрия       | Ковёр (зал) | Урос Вико           | 6-4 6-4        |
| 5.  | 6 сентября 2008  | Ченнаи, Индия           | Грунт       | Алексей Кедрюк      | 7-6(6) 6-1     |
| 6.  | 14 сентября 2008 | Нью-Дели, Индия         | Хард        | Агил Кан            | 6-1 7-6(1)     |
| 7.  | 21 сентября 2008 | Нонтхабури, Таиланд     | Хард        | Лим Ён Гю           | 6-4 6-2        |
| 8.  | 4 октября 2009   | Хамбах, Германия        | Ковёр (зал) | Бенуа Пер           | 6-4 6-4        |
| 9.  | 16 сентября 2012 | Нинбо, Китай            | Хард        | Чон Сук Юн          | 6-3 6-1        |
| 10. | 26 января 2014   | Хайльбронн, Германия    | Хард (зал)  | Игорь Сейслинг      | 6-4 7-5        |
| 11. | 9 ноября 2014    | Братислава, Словакия    | Хард (зал)  | Фаррух Дустов       | 7-6(2) 6-3     |
| 12. | 20 сентября 2015 | Наньчан, Китай          | Хард        | Амир Вайнтрауб      | 6-2 6-1        |
| 13. | 8 января 2017    | Хэппи Валлей, Австралия | Хард        | Омар Ясика          | 6-3 6-1        |

#### Поражения (8)
| №  | Дата            | Турнир                | Покрытие   | Соперник в финале | Счёт           |
| 1. | 24 июня 2007    | Марбург, Германия     | Грунт      | Корнель Бордоцки  | 6-7(1) 6-2 5-7 |
| 2. | 30 августа 2009 | Иберлинген, Германия  | Грунт      | Деннис Блёмке     | 2-6 0-6        |
| 3. | 17 апреля 2011  | Анталья, Турция       | Хард       | Раду Албот        | 3-6 2-6        |
| 4. | 26 июня 2011    | Трир, Германия        | Грунт      | Марк Зибер        | 2-6 6-4 4-6    |
| 5. | 24 августа 2011 | Манербио, Италия      | Грунт      | Адриан Унгур      | 6-4 6-7(4) 2-6 |
| 6. | 9 сентября 2012 | Шанхай, Китай         | Хард       | Лу Яньсюнь        | 5-7 0-6        |
| 7. | 28 июля 2013    | Оберштауфен, Германия | Грунт      | Гийом Руфен       | 3-6 4-6        |
| 8. | 5 февраля 2017  | Кемпер, Франция       | Хард (зал) | Адриан Маннарино  | 4-6 4-6        |

### Финалы челленджеров и фьючерсов в парном разряде (9)

#### Победы (1)
| №  | Дата             | Турнир              | Покрытие | Партнёр     | Соперники в финале                   | Счёт              |
| 1. | 20 сентября 2008 | Нонтхабури, Таиланд | Хард     | Ли Синьхань | Патрик Айхенбергер Харшана Годаманна | 4-6 7-6(1) [11-9] |

#### Поражения (8)
| №  | Дата             | Турнир                   | Покрытие    | Партнёр           | Соперники в финале                     | Счёт              |
| 1. | 14 октября 2006  | Камен, Германия          | Ковёр (зал) | Филипп Пиямонгкол | Бастиан Книттель Лазарь Магдинчев      | 3-6 6-7(8)        |
| 2. | 15 июля 2007     | Оберштауфен, Германия    | Грунт       | Марк Зибер        | Игорь Зеленай Филип Полашек            | 5-7 5-7           |
| 3. | 30 сентября 2007 | Монтеррей, Мексика       | Грунт       | Марк Зибер        | Арнар Сигурдссон Адам Томпсон          | 2-6 1-6           |
| 4. | 7 октября 2007   | Монтеррей, Мексика       | Грунт       | Марк Зибер        | Адриан Контрерас Луис Мануэль Флорес   | 3-6 6-1 [7-10]    |
| 5. | 3 февраля 2008   | Бергхайм, Австрия        | Ковёр (зал) | Марк Зибер        | Вилим Висак Антонио Шанчич             | 7-6(5) 1-6 [8-10] |
| 6. | 26 июня 2011     | Трир, Германия           | Грунт       | Марк Зибер        | Карл Бергман Юхо Паукку                | 4-6 1-6           |
| 7. | 31 марта 2013    | Сан-Луис-Потоси, Мексика | Грунт       | Марко Кьюдинелли  | Марин Драганя Адриан Менендес Масейрас | 4-6 3-6           |
| 8. | 12 июля 2015     | Тоди, Италия             | Грунт       | Андреас Бек       | Максимо Гонсалес Флавио Чиполла        | 4-6 1-6           |

## Победы над теннисистами из топ-10
| №    | Игрок        | Рейтинг | Турнир            | Покрытие | Этап      | Счёт     | Рейтинг Гоёвчика |
| ---- | ------------ | ------- | ----------------- | -------- | --------- | -------- | ---------------- |
| 2014 |              |         |                   |          |           |          |                  |
| 1.   | Милош Раонич | 9       | Халле, Германия   | Трава    | 2-й раунд | 6-4, 6-4 | 120              |
| 2018 |              |         |                   |          |           |          |                  |
| 2.   | Джек Сок     | 8       | Окленд, Австралия | Хард     | 2-й раунд | 6-3, 6-3 | 65               |